# Nuoto ai Giochi della XXXIII Olimpiade - 800 metri stile libero femminili
La gara di nuoto degli 800 metri stile libero femminili dei Giochi della XXXIII Olimpiade di Parigi è stata disputata il 2 e 3 agosto 2024 presso l'Olympic Aquatics Centre alla Paris La Défense Arena.

## Record
Prima della competizione il record del mondo e il record olimpico erano i seguenti:
| Record mondiale | 8'04"79 | Katie Ledecky Stati Uniti | 12 agosto 2016 Rio de Janeiro, Brasile |
| Record olimpico | 8'04"79 | Katie Ledecky Stati Uniti | 12 agosto 2016 Rio de Janeiro, Brasile |

## Programma
| Data          | Ora (UTC+1) | Turno    |
| ------------- | ----------- | -------- |
| 2 agosto 2024 | 10:00       | Batterie |
| 3 agosto 2024 | 17:30       | Finale   |

## Risultati

### Batterie
| Pos. | Batteria | Corsia | Atleta                  | Nazionalità   | Tempo   | Note             |
| ---- | -------- | ------ | ----------------------- | ------------- | ------- | ---------------- |
| 1    | 2        | 4      | Katie Ledecky           | Stati Uniti   | 8'16"62 | Q                |
| 2    | 2        | 6      | Paige Madden            | Stati Uniti   | 8'18"48 | Q                |
| 3    | 2        | 5      | Ariarne Titmus          | Australia     | 8'19"87 | Q                |
| 4    | 1        | 5      | Lani Pallister          | Australia     | 8'20"21 | Q                |
| 5    | 1        | 3      | Isabel Marie Gose       | Germania      | 8'20"63 | Q                |
| 6    | 2        | 3      | Simona Quadarella       | Italia        | 8'20"89 | Q                |
| 7    | 1        | 6      | Erika Fairweather       | Nuova Zelanda | 8'22"22 | Q                |
| 8    | 1        | 2      | Anastasija Kirpičnikova | Francia       | 8'22"99 | Q                |
| 9    | 1        | 4      | Li Bingjie              | Cina          | 8'27"92 |                  |
| 10   | 1        | 7      | Maria Fernanda Costa    | Brasile       | 8'32"20 |                  |
| 11   | 1        | 1      | Gan Ching Hwee          | Singapore     | 8'32"37 | Record nazionale |
| 12   | 2        | 2      | Eve Thomas              | Nuova Zelanda | 8'33"25 |                  |
| 13   | 2        | 7      | Ajna Késely             | Ungheria      | 8'36"13 |                  |
| 14   | 2        | 1      | Agostina Hein           | Argentina     | 8'37"43 |                  |
| 15   | 2        | 8      | Kristel Köbrich         | Cile          | 8'46"46 |                  |
| 16   | 1        | 8      | Jamila Boulakbech       | Tunisia       | 9'21"38 |                  |

### Finale
| Pos.    | Corsia | Atleta                   | Nazionalità   | Tempo   | Note |
| ------- | ------ | ------------------------ | ------------- | ------- | ---- |
| Oro     | 4      | Katie Ledecky            | Stati Uniti   | 8'11"04 |      |
| Argento | 3      | Ariarne Titmus           | Australia     | 8'12"29 |      |
| Bronzo  | 5      | Paige Madden             | Stati Uniti   | 8'13"00 |      |
| 4       | 7      | Simona Quadarella        | Italia        | 8'14"55 |      |
| 5       | 2      | Isabel Marie Gose        | Germania      | 8'17"82 |      |
| 6       | 6      | Lani Pallister           | Australia     | 8'21"09 |      |
| 7       | 8      | Anastasiya Kirpichnikova | Francia       | 8'22"80 |      |
| 8       | 1      | Erika Fairweather        | Nuova Zelanda | 8'23"27 |      |